# 维沃罗勒
维沃罗勒（法語：Viverols，法語發音：[vivʁɔl]）是法国多姆山省的一个市镇，位于该省东南部，属于昂贝尔区。

## 地理
维沃罗勒（45°26'2"N, 3°53'2"E）面积12.5 平方千米，位于法国奥弗涅-罗讷-阿尔卑斯大区多姆山省，该省份为法国中南部省份，北起阿列省接壤，东临卢瓦尔省，南至上盧瓦爾省和康塔爾省，西接科雷兹省和克勒兹省。
与维沃罗勒接壤的市镇（或旧市镇、城区）包括：福雷地区于松、埃格利索勒、默代罗勒、萨扬、圣瑞斯特、索韦桑日。

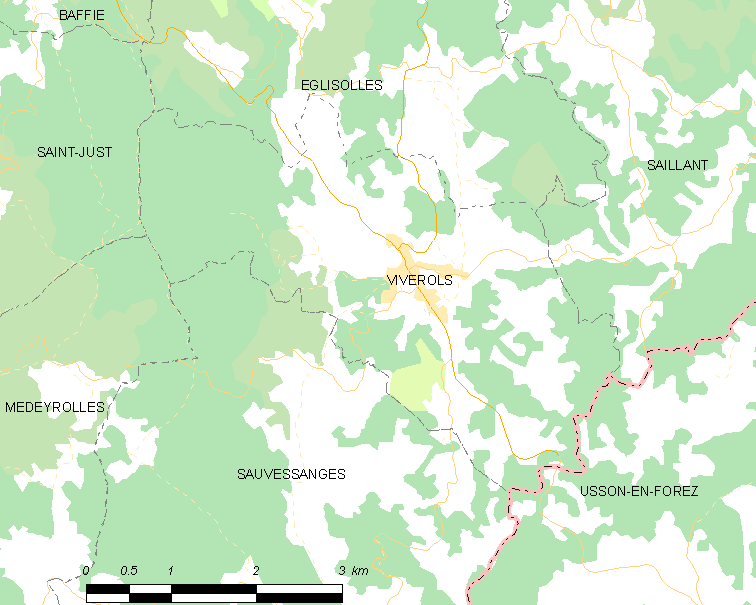
维沃罗勒的OSM定位图

维沃罗勒的时区为UTC+01:00、UTC+02:00（夏令时）。

## 行政
维沃罗勒的邮政编码为63840，INSEE市镇编码为63465。

## 政治
维沃罗勒所属的省级选区为昂贝尔县。

## 人口

1962-2008年间维沃罗勒人口变化图示

维沃罗勒于2022年1月1日时的人口数量为443人。